# Intérieur, fauteuil rouge et figures
Intérieur, fauteuil rouge et figures est un tableau réalisé en 1899 par le peintre suisse Félix Vallotton. De format horizontal, cette gouache sur carton est une scène d'intérieur qui comprend un homme debout contre un bureau et une femme assise dans un fauteuil, tous deux l'air affligé. Partie d'une série appelée Intérieurs avec figures, l'œuvre est conservée à la Kunsthaus de Zurich, qui l'a reçue en don d'Ottilie Roederstein en 1920.